# Parafia św. Józefa w Radomiu
Parafia św. Józefa Oblubieńca NMP w Radomiu – parafia rzymskokatolicka w dekanacie Radom-Południe diecezji radomskiej.

## Historia
W 1934 ks. Dominik Ściskała, proboszcz parafii pw. Opieki NMP, zakupił na potrzeby duszpasterstwa na Młodzianowie dwa magazyny gospodarcze przy ul. Wiejskiej. Jeden z nich zaadaptowano na kaplicę pw. św. Józefa Oblubieńca NMP i oddano do użytku 1 listopada 1939. Na prośbę proboszcza parafii mariackiej zostali sprowadzeni do posługi duszpasterskiej w tej kaplicy księża pallotyni. Dom Stowarzyszenia Apostolstwa Katolickiego został założony w Radomiu w 1939, a kanonicznie erygowany w 1958. Pierwsi księża Stanisław Czapla SAC i Cezary Jurkiewicz SAC objęli placówkę 3 września 1939. W czasie kampanii wrześniowej 1939 kaplica została zniszczona. Odbudowano ją i oddano do użytku 30 września 1939. Kaplicę rozbudowywano kilkakrotnie. Parafia została erygowana 30 kwietnia 1946 przez bp. Jana Kantego Lorka. Po wielu latach starań 19 maja 1984 rozpoczęto budowę kościoła parafialnego. Kościół pw. Królowej Apostołów, według projektu arch. Ryszarda Kańskiego, Elżbiety Idzikowskiej, Eugeniusza Szutakiewicza, Bronisława Elżanowskiego i konstruktora Krzysztofa Góreckiego, został zbudowany w latach 1984–1996 staraniem ks. Eugeniusza Klimińskiego, a następnie ks. Antoniego Czulaka. Świątynię poświęcił bp. Edward Materski 7 grudnia 1996, a konsekrował ją 3 czerwca 2000 bp Jan Chrapek. Kościół jest zbudowany z cegły klinkierowej czerwonej, jednonawowy, połączony z kaplicą pw. Świętej Rodziny. W dolnej części świątyni znajduje się duże zaplecze duszpastersko-charytatywne. Przy świątyni wybudowano również nowy dom zakonny.

## Terytorium
Do parafii należą wierni z Radomia mieszkający przy ulicach: Bartnicza, Brzozowa, Bukietowa, Chemiczna, Chęcińska, Ciborowska, Cisowa, Czarna, Domagalskiego, Drzymały, Działkowa, Eplera, Gagarina, Gajowa, Gazowa, Głucha, Godowska, Góralska, Grenadierów, Jana Pawła II, Jodłowa, Kolejowa, Komandosów, Krynicka, Leśna, Lotna, Łączna, Marjańskiego, Młodzianowska, Opolska, Otwarta, PCK, Południowa, Poznańska, Ptasia, Radostowska, Rolnicza, Sandomierska, Sierpowa, Staroopatowska, Świętokrzyska, Tatrzańska, Towarzyska, Wiejska, Wierzbowa, Wilczyńskiego, Wydmowa, Zakopiańska.

## Grupy parafialne
- Skauci Europy
- Ruch Rodzin Nazaretańskich
- Wspólnota dla Intronizacji Najświętszego Serca Pana Jezusa
- Koło Przyjaciół Radia Maryja
- Parafialna gazetka „Moja Parafia”
- Domowy Kościół Ruchu Światło – Życie
- Ruch Światło – Życie
- Schola młodzieżowa
- Schola dziecięca
- Chór parafialny
- Grupa JPII
- Liturgiczna Służba Ołtarza
- Liturgiczna Służba Ołtarza Dorosłych
- Koła Żywego Różańca
- Odnowa w Duchu Świętym „Magnificat”
- Wspólnota Sługi Bożego Jana Pawła II
- Wspólnota Chrystusa Zmartwychwstałego „Galilea”

## Proboszczowie
- 1946–1947 – ks. Paweł Drews SAC
- 1947–1950 – ks. Stanisław Martuszewski SAC
- 1950–1952 – ks. Jan Młyńczak SAC
- 1952–1957 – ks. Ludwik Bajgrowicz SAC
- 1957–1966 – ks. Konstanty Kobielus SAC
- 1966–1968 – ks. Ludwik Skuza SAC
- 1968–1984 – ks. Antoni Czulak SAC
- 1984–1993 – ks. Eugeniusz Klimiński SAC
- 1993–2005 – ks. Antoni Czulak SAC
- 2005–2014 – ks. Zygmunt Rutkowski SAC
- 2014–2023 – ks. Lucjan Rożek SAC
- od 2023       – ks. Rafał Czekalewski SAC[2]